# Buttle
Buttle är kyrkby i Buttle socken i Gotlands kommun. Fram till och med 1995 klassades Buttle som en småort. I Buttle ligger Buttle kyrka. Författaren Sonja Åkesson är född i Buttle.